# Jiling (sockenhuvudort i Kina, Tibet Autonomous Region, lat 30,73, long 94,37)
Jiling (kinesiska: Jinling, 金岭, Yugongguo, 于公果, 金岭乡) är en sockenhuvudort i Kina. Den ligger i den autonoma regionen Tibet, i den sydvästra delen av landet, omkring 330 kilometer öster om regionhuvudstaden Lhasa. Antalet invånare är 3 725. Befolkningen består av 1 853 kvinnor och 1 872 män. Barn under 15 år utgör 26,0 %, vuxna 15-64 år 67 %, och äldre över 65 år 6,0 %.
Runt Jiling är det mycket glesbefolkat, med 3 invånare per kvadratkilometer. Det finns inga andra samhällen i närheten. Trakten runt Jiling består i huvudsak av gräsmarker.
Genomsnittlig årsnederbörd är 1 060 millimeter. Den regnigaste månaden är juni, med i genomsnitt 236 mm nederbörd, och den torraste är december, med 4 mm nederbörd.